# Maison du Grand Quartier
La maison du Grand Quartier est une demeure, de la fin du XVe siècle, qui se dresse sur le territoire de la commune française de Valognes dans le département de la Manche, en région Normandie. Elle abrite aujourd'hui le musée régional du cidre. L'édifice est partiellement inscrit au titre des monuments historiques.

## Localisation
La maison est située à l'angle des rues du Petit-Versailles et Barbey-d'Aurevilly, au bord du Merderet et à proximité nord de l'hôtel de Beaumont, à Valognes, dans le département français de la Manche.

## Historique
La maison du Grand Quartier date de la Renaissance. Son occupant initial serait un artisan teinturier, Jean Frollant, teinturier de Gilles de Gouberville, qui y travaillait et y résidait.
L'édifice doit son nom à son usage de quartier de troupes de cavalerie au XVIIIe siècle.

## Description
La maison, de la fin du XVe siècle, est de style style Renaissance et s'éclaire par des fenêtres à meneaux. Autrefois, il formait un vaste carré avec une cour intérieure, qui fut partiellement détruit lors de la construction de l'hôtel de Beaumont et l'élargissement des rues.
La façade nord est en rive du Merderet.

## Protection
Les façades et toitures ainsi que les cinq cheminées intérieures sont inscrites au titre des monuments historiques par arrêté du 17 juin 1975.

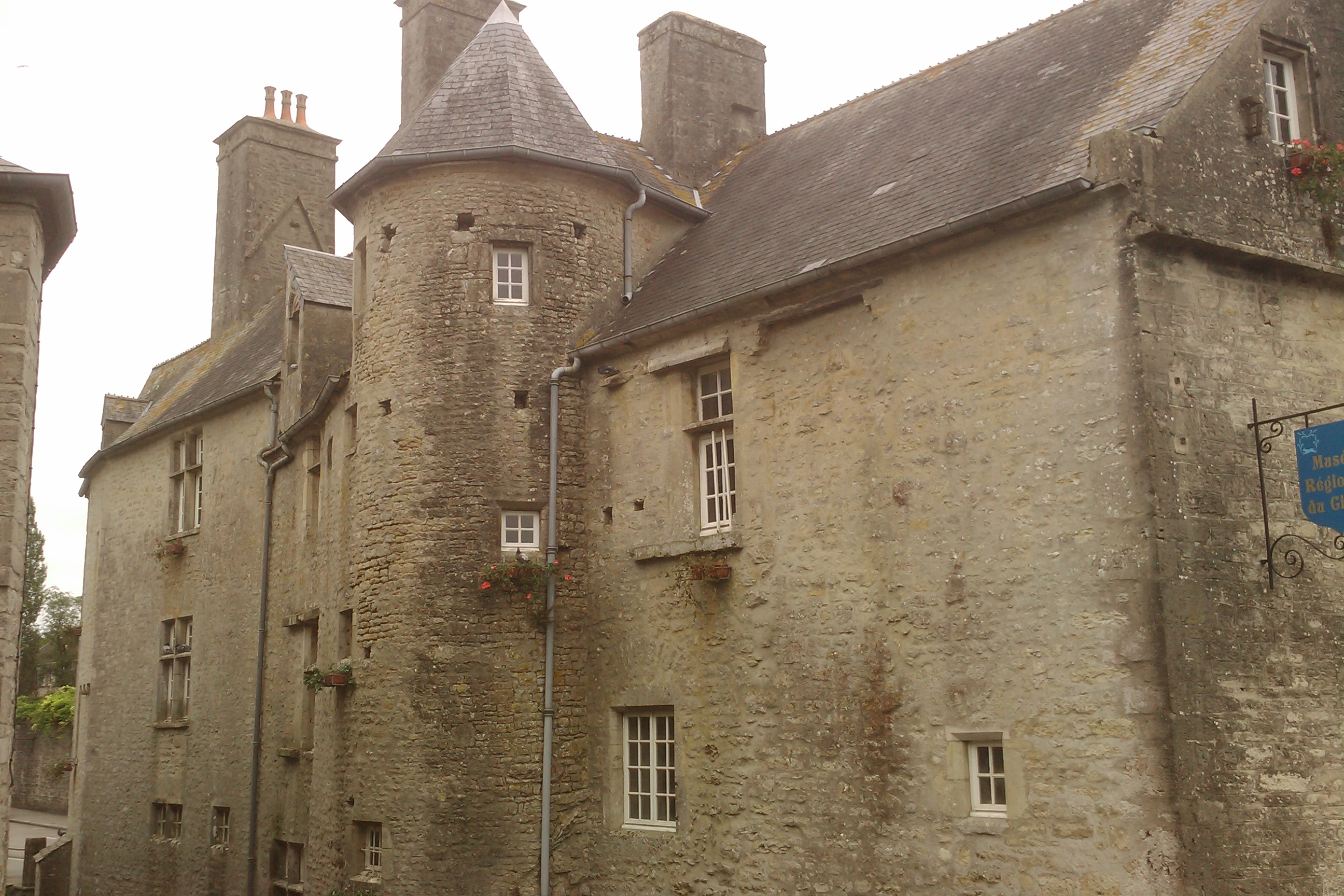
La façade sur le Merderet.
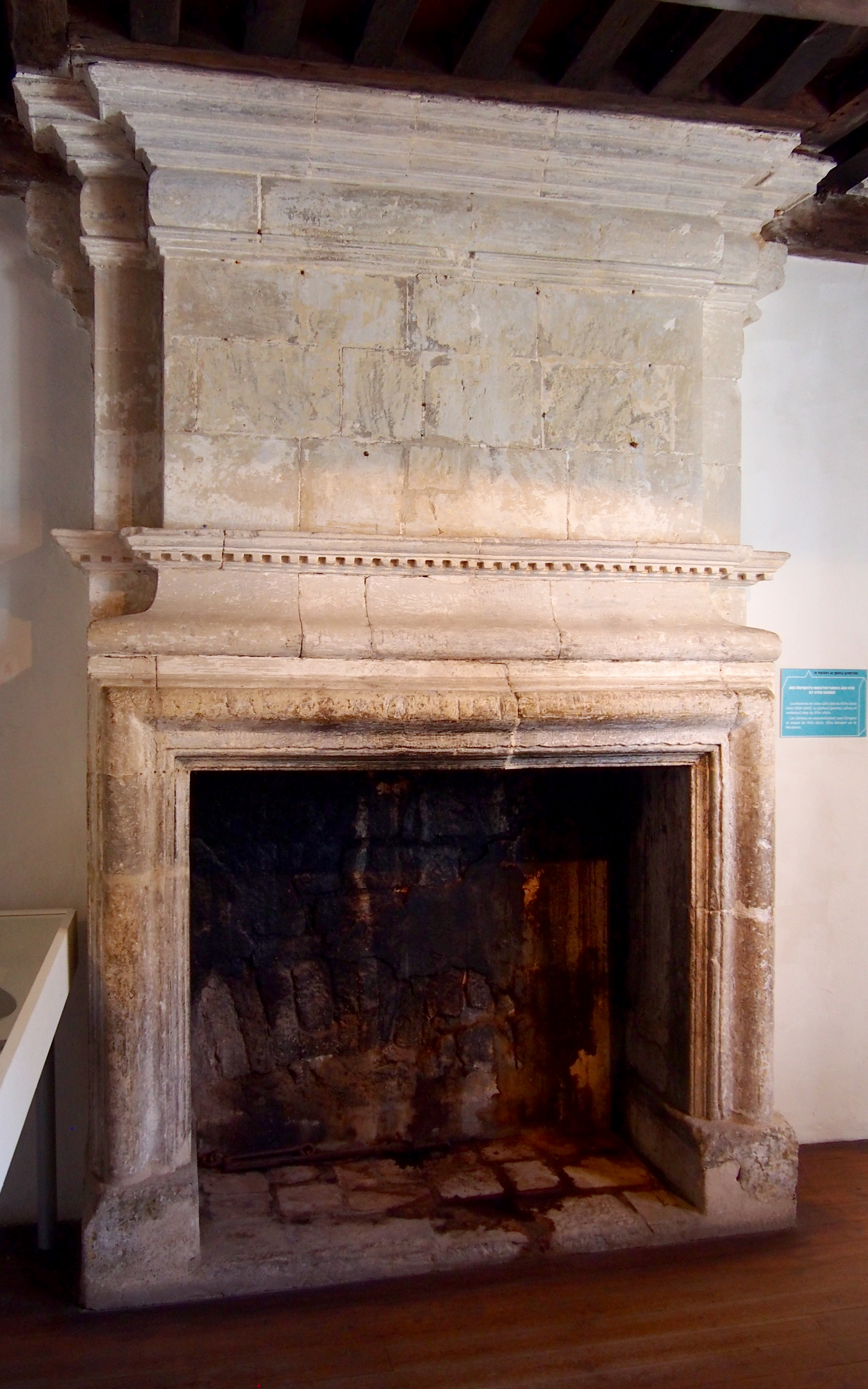
Une cheminée du XVIIe siècle.
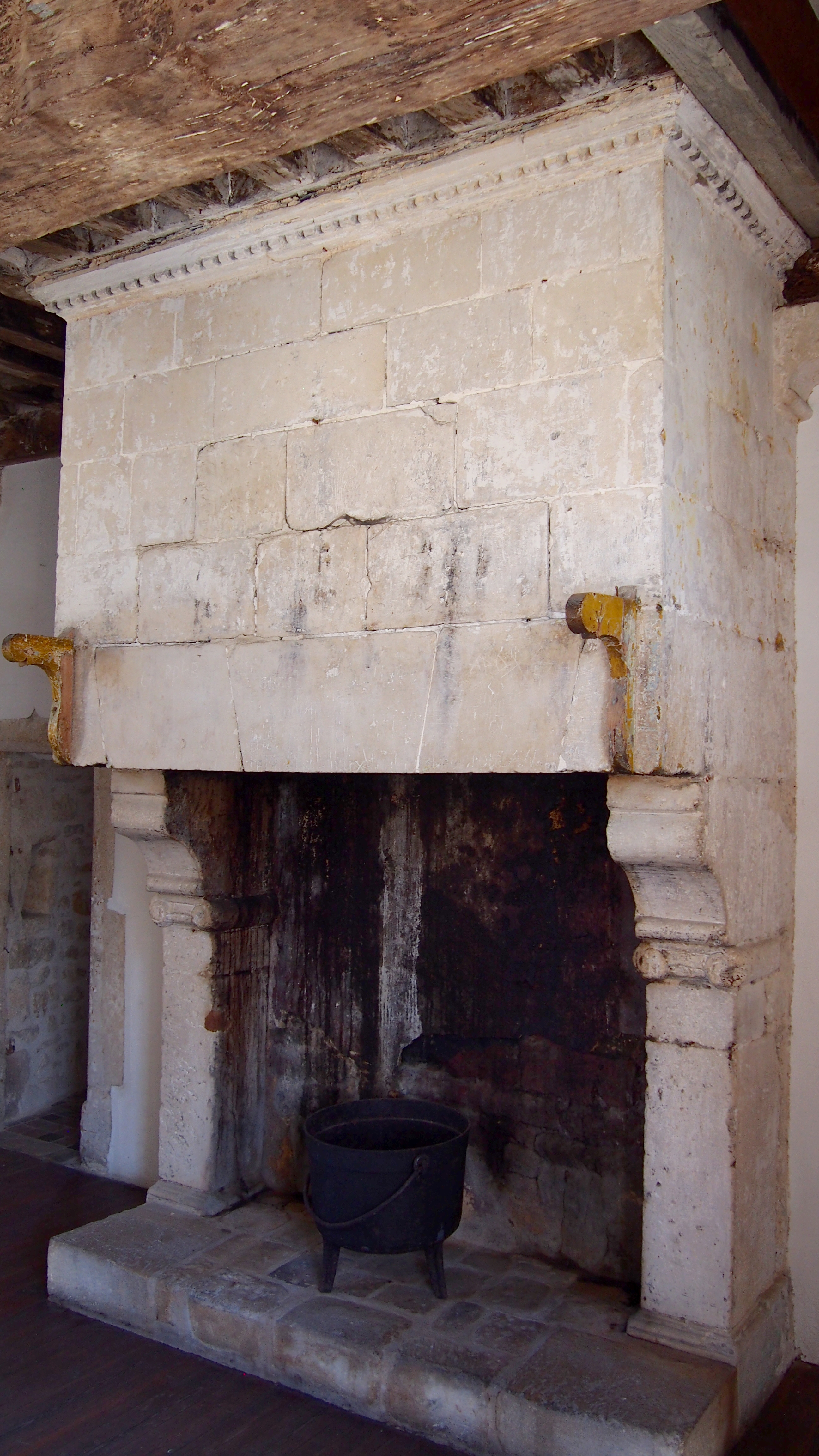
Une autre cheminée du XVIIe siècle.